# Галерея SAAS

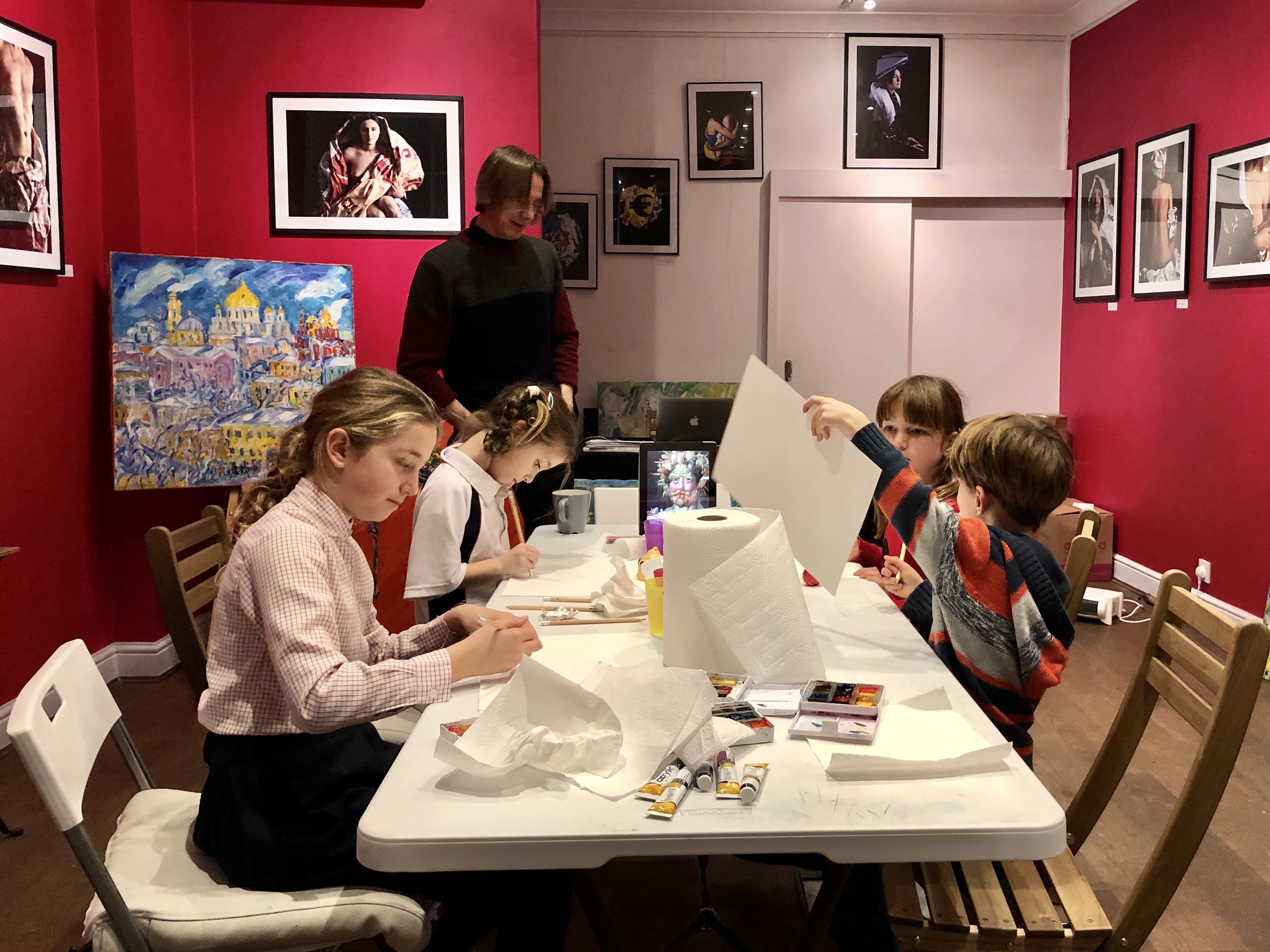
'Academia Arts' wWrkshop at SAAS Gallery

Галерея SAAS — галерея современного искусства, расположенная в Лондоне, Челси. Галерея основана в 2018 году Софьей Абботт с целью продвижения женщин в искусстве и демонстрации передовых художников со всего мира. На протяжении последних 20 лет Софья Абботт выступала за права женщин и гендерное равенство в своей работе журналиста, а с открытием галереи — в качестве галериста. Софья Абботт полагает, что женщины-художники имеют право на поддержку со стороны частных галерей и продвижение их искусства в среде прогрессивных коллекционеров со всего мира.
SAAS расшифровывается как Sofya Abbott Art Space: галерея названа в честь своего владельца. Софья Аббот — дочь известного русского художника Макса Авадьевича Бирштейна. Через Галерею SAAS Софья Абботт знакомит британскую художественную сцену как с начинающими, так и с уже зарекомендовавшими себя художниками. Галерея SAAS также известна как социальный клуб, где проводятся образовательные мероприятия, нацеленные на аудиторию всех возрастов.
Описывая свою мотивацию открыть галерею современного искусства в Лондоне, София Эббот отметила: «Моя галерея — это не одно из тех холодных и неприветливых мест, куда вы даже не хотите заходить. Частная галерея должна быть веселой и интересной, она должна наполнять вашу душу радостью, знаниями и удовольствием от знакомства с новыми художниками, новыми людьми, новыми идеями. Искусство — это все о чувствах и эмоциях, оно должно пробудить нас от повседневной жизни. Это не магазин и не инвестиционный банк. Она должна наполнить вас идеями и вдохновением. Вот что такое искусство и что художественная галерея должна предоставлять гостям и зрителям».

## Выставки
- Октябрь 2018 — Валерий Чтак, 'British Celebrities'.

Родившийся в 1981 году Чтак стал представителем динамичных творческих сил современной России. Кульминацией его творчества в 2016 году стала его выставка If Not My Way — No Way в Московском музее современного искусства. По одной из версий, Чтак начал рисовать после того, как провел некоторое время в психиатрической лечебнице, где лечился от паранойи. «У меня есть кое-какие соображения насчет того, что это значит. Если вы этого не понимаете, то это ваша проблема. Не спрашивайте меня. Потому что завтра я буду в Москве, а послезавтра умру».
- Декабрь 2018 — Ольга Соддатова, «Рождественский полет».

Olga Soldatova — известная московская художница и один из наиболее узнаваемых российских модельеров. Её искусство отличают мощные и отчетливые линии и уравновешенность объёмов: можно предположить, что влияние здесь оказывает её архитектурное образование. В её образах, сочетающих стиль Помпейских росписей и Ар-деко, искусственную советскую веселость и мифологизированный Римский атлетизм, многое взято из нашего времени. В 2012 году Солдатова была одной из художниц выбранных для создания сумки для арт-проекта Dior Lady. Её сумка-валенок была сделана из войлока.
- Март 2019 — Ekaterina Posetselskaya, «Повесть о двух городах».

Екатерина Посецельская, внучка Марка Шагала, родилась в 1965 году в Ленинграде, СССР. Крайняя простота художественных средств и. вместе с тем. утонченная выразительность произведений Екатерины Посецельской сближают её с такими корифеями Парижской школы, как Морис Утрилло и Альбер Марке, а преобладающая минорная нота её творчества обнажает Петербургские духовные корни, предполагающие склонность к метафизическому восприятию действительности.
- Ноябрь 2019 — Анна Бирштейн, "Сезон туманов и плодоношенья'.

В своих работах Анна Бирштейн использует яркий и выразительный язык. Цвет и фактура становятся элементами игры, рисунок как бы не существует — форма холста создается красками. Анна Бирштейн — гедонист от природы, что определяет эмоциональную тональность её произведений. Критики отмечают удивительную любовь к жизни в творчестве художника. Работы Анны представлены в ведущих государственных музеях России, среди которых Государственная Третьяковская галерея, Московский музей современного искусства, Русский музей, Национальный музей женского искусства в Вашингтоне.
- Декабрь 2019 — Masha Trotzky, «Recycling People».

Художник и дизайнер ювелирных украшений, Masha Trotzky имела персональные выставки в Москве, Флоренции, Барселоне, Гамбурге, Брюсселе, Милане и Болонье. Серия «Социальное Безумие» посвящена новой эстетике и идеологии, диктуемой нам социальными сетями.
- Март 2020 — Frederique Feder, «The NO More Manifesto».

Биография Frederique Feder включает в себя признанный критиками и отмеченный наградами фильм «Три цвета: красный». Куратором её мультидисциплинарного искусства выступала известная коллекционерка Agnès B.. Фотографии, живопись и скульптура Фредерик выставлялась в галереях по всему миру, включая галерею Галерею Саатчи, Love Market, SCOPE Art Show, Space Gallery.

## Образовательная деятельность
- В 2019 году, Галерея SAAS запустила еженедельную образовательную программу «Academia Arts». Каждую среду в Галерее SAAS художник Алексей Баранов проводит лекции по истории искусства, за которыми следуют практические занятия живописью. Во время этих семинаров молодые студенты создают картину, используя пошаговый метод вместе с преподавателем.
- В июне 2019 года в Галерее SAAS был организован творческий семинар художника Masha Tritzky[3]. Семинар был сосредоточен на скульптуре, моделировании и создании мультипликационных персонажей[4].